# اداویگلاراهاوی
اداویگلاراهاوی (به انگلیسی: Adavigollarahalli) یک روستا در هند است که در کارناتاکا واقع شده‌است.